# Franka (tegneserie)
Franka er en hollandsk tegneserie af Henk Kuijpers.
Hovedpersonen Franka arbejder på et krimimuseum og bliver hvirvlet ind i forskellige mysterier. Serien startede i det hollandske tegneserieblad Pep nr. 48, 1974, og fortsatte i Eppo, som var en sammenlægning af Pep og Sjors. Serien blev hurtigt så populær, at den i 1978 blev udgivet i egen albumserie.
I Danmark udkom album nr. 1 i 1979. Siden 2016 har forlaget Cobolt udgivet bogserien Frankas samlede eventyr.

## AlbumserienFranka
Nr. 1-9 er udgivet af Interpresse, nr. 10-19 af Carlsen og nr. 19-24 af Cobolt. Foruden den almindelige serie er nr. 6 og 9 udgivet i Albumklubben Trumf som henholdsvis nr. 6 og 88. Flere af historierne strækker sig over to album, en over tre.
1. Krimimuseet ISBN 87-7529-516-4
2. Mesterværket ISBN 87-7529-597-0
3. Spøgelsesskibets hemmelighed (1. del) ISBN 87-7529-701-9
4. Spøgelsesskibet vender tilbage (2. del) ISBN 87-7529-743-4
5. Cirkus Santekraam ISBN 87-7529-859-7
6. Uhyret fra fladmarsken ISBN 87-456-0014-7, ISBN 87-456-0012-0
7. Dragens tænder (1. del) ISBN 87-456-0174-7
8. Tordendragens død (2. del) ISBN 87-456-0463-0
9. Mode-mysteriet ISBN 87-456-0904-7, ISBN 87-456-0914-4
10. Gangsternes gidsel ISBN 87-562-6074-1
11. Projekt Atlantis ISBN 87-562-6133-0
12. Den blå venus ISBN 87-562-6202-7
13. Det 13. bogstav ISBN 87-562-6286-8
14. Det portugisiske guldskib (1. del) ISBN 87-562-7087-9
15. Rorgængerens øjne (2. del) ISBN 87-562-7169-7
16. De syv dødssynder (1. del) ISBN 87-562-7335-5
17. Høj selvrisiko (2. del) ISBN 87-562-7451-3
18. Kidnapning ISBN 87-626-7481-1
19. Iskanders sværd (1. del) ISBN 978-87-626-7932-0, ISBN 978-87-7085-554-9
20. Den hvide gudinde (2. del) ISBN 978-87-7085-391-0, ISBN 978-87-7085-555-6
21. Sølvflammen (3. del) ISBN 978-87-7085-426-9, ISBN 978-87-7085-556-3
22. Underverden ISBN 978-87-7085-507-5
23. Geheim 1948 (1. del) ISBN 978-87-7085-606-5
24. Operation Rovmord (2. del) ISBN 978-87-7085-676-8
25. Gratis guld ISBN 978-87-7085-911-0
26. (Planlagt)

## BogserienFrankas samlede eventyr
Udgives af forlaget Cobolt. Cobolt udgiver også serien på svensk.
- Dragens tænder – Tordendragens død ISBN 978-87-7085-602-7
- Gangsternes gidsel – Projekt Atlantis ISBN 978-87-7085-687-4
- Den blå venus – Det 13. bogstav ISBN 978-87-7085-753-6
- Det portugisiske guldskib – Rorgængerens øjne ISBN 978-87-7085-859-5
- De syv dødssynder – Høj selvrisiko (annonceret til 2023)[15]

## Oversigt
| Franka – oversigt | Franka – oversigt      | Franka – oversigt      | Franka – oversigt               | Franka – oversigt              | Franka – oversigt              | Franka – oversigt                           |
| ----------------- | ---------------------- | ---------------------- | ------------------------------- | ------------------------------ | ------------------------------ | ------------------------------------------- |
| Nr.               | Hollandsk førsteudgave | Hollandsk førsteudgave | Hollandsk førsteudgave          | Dansk udgave                   | Dansk udgave                   | Dansk udgave                                |
| Nr.               | Serieblad              | Album                  | Titel                           | Historie                       | Album                          | Bog                                         |
| 1                 |                        | 1978                   | Het Misdaadmuseum               | Krimimuseet                    | Krimimuseet                    |                                             |
| 2                 |                        | 1978                   | Het meesterwerk                 | Mesterværket                   | Mesterværket                   |                                             |
| 3                 |                        | 1979                   | De terugkeer van de Noorderzon  | Spøgelsesskibets hemmelighed   | Spøgelsesskibets hemmelighed   |                                             |
| 4                 |                        | 1979                   | De wraak van het vrachtschip    | Spøgelsesskibet vender tilbage | Spøgelsesskibet vender tilbage |                                             |
| 5                 |                        | 1981                   | Circus Santekraam               | Cirkus Santekraam              | Cirkus Santekraam              |                                             |
| 6                 |                        | 1982                   | Het monster van de Moerplaat    | Uhyret fra fladmarsken         | Uhyret fra fladmarsken         |                                             |
| 7                 |                        | 1984                   | De tanden van de draak          | Dragens tænder                 | Dragens tænder                 | Dragens tænder Tordendragens død            |
| 8                 |                        | 1986                   | De ondergang van de donderdraak | Tordendragens død              | Tordendragens død              | Dragens tænder Tordendragens død            |
| 9                 |                        | 1990                   | Moordende concurrentie          | Mode-mysteriet                 | Mode-mysteriet                 |                                             |
| 0                 |                        | 2014                   | Chroom                          | Chrom                          | Chrom                          |                                             |
| 10                |                        | 1992                   | Gangsterfilm                    | Gangsternes gidsel             | Gangsternes gidsel             | Gangsternes gidsel Projekt Atlantis         |
| 11                |                        | 1993                   | De vlucht van de Atlantis       | Projekt Atlantis               | Projekt Atlantis               | Gangsternes gidsel Projekt Atlantis         |
| 12                |                        | 1994                   | De blauwe Venus                 | Den blå venus                  | Den blå venus                  | Den blå venus Det 13. bogstav               |
| 13                |                        | 1995                   | De dertiende letter             | Det 13. bogstav                | Det 13. bogstav                | Den blå venus Det 13. bogstav               |
| 14                |                        | 1996                   | Het Portugese goudschip         | Det portugisiske guldskib      | Det portugisiske guldskib      | Det portugisiske guldskib Rorgængerens øjne |
| 15                |                        | 1997                   | De ogen van de roerganger       | Rorgængerens øjne              | Rorgængerens øjne              | Det portugisiske guldskib Rorgængerens øjne |
| 16                |                        | 1999                   | Succes verzekerd                | De syv dødssynder              | De syv dødssynder              | De syv dødssynder Høj selvrisiko            |
| 17                |                        | 2001                   | Eigen risico                    | Høj selvrisiko                 | Høj selvrisiko                 | De syv dødssynder Høj selvrisiko            |
|                   |                        | 2002                   | Felle Flitsen                   |                                |                                |                                             |
| 18                |                        | 2004                   | Kidnap                          | Kidnapning                     | Kidnapning                     |                                             |
| 19                |                        | 2006                   | Het zwaard van Iskander         | Ishtars rejse                  | Iskanders sværd                |                                             |
| 20                |                        | 2009                   | De witte godin                  | Ishtars rejse                  | Den hvide gudinde              |                                             |
| 21                |                        | 2010                   | Het zilveren vuur               | Ishtars rejse                  | Sølvflammen                    |                                             |
| 22                |                        | 2012                   | Onderwereld                     | Underverden                    | Underverden                    |                                             |
| 23                |                        | 2014                   | Geheim 1948                     | Geheim 1948                    | Geheim 1948                    |                                             |
| 24                |                        | 2019                   | Operatie roofmoord              | Operation Rovmord              | Operation Rovmord              |                                             |
| 25                |                        | 2021                   | Gratis goud                     | Gratis guld                    | Gratis guld                    |                                             |
| 26                |                        | 2024                   | Klifhanger                      | (Planlagt)                     | (Planlagt)                     |                                             |
| 27                |                        |                        | (Planlagt)                      | (Planlagt)                     | (Planlagt)                     |                                             |